# Torone

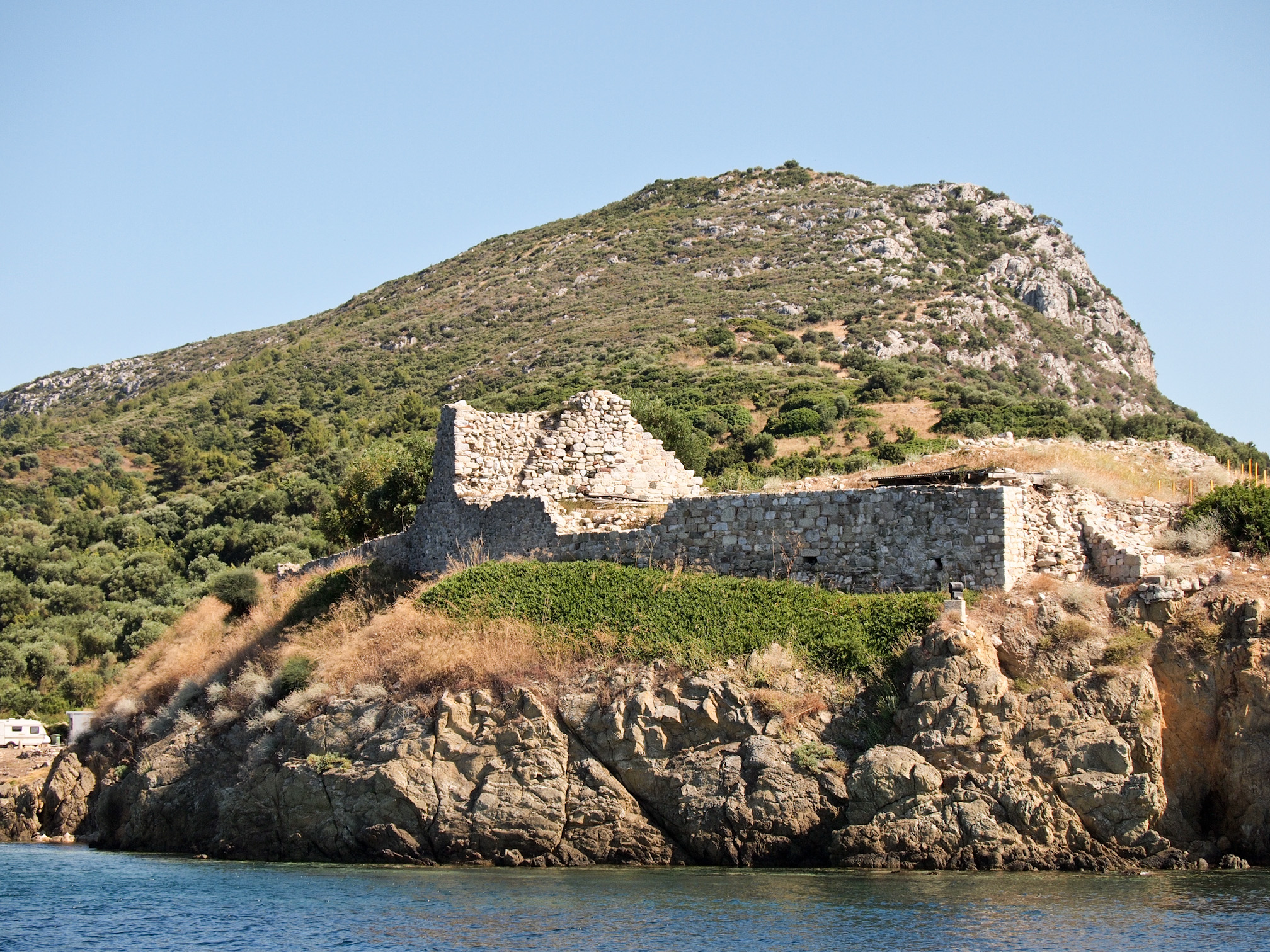
Restos de la antigua Torone.

Torone (en griego: Τορώνη) es una localidad de Grecia emplazada a orillas del golfo de su mismo nombre, al sudoeste de la península central de la Calcídica, la de Sitonia, en la periferia de Macedonia Central. La unidad municipal de Torone tenía 3553 habitantes mientras el pueblo de Torone tenía 213, según los datos del censo de 2011. A raíz de la reforma administrativa del Plan Calícrates, en vigor desde enero de 2011, pertenece al municipio de Sithonia.

## Historia
Su nombre deriva de Torone, hija de Proteo o de Poseidón y de Fenicia.
Fue una colonia griega fundada por la ciudad de Calcis (en la isla de Eubea) y fue la ciudad principal de la Calcídica al inicio de la colonización. Su puerto se llamaba Cofo.
Durante la invasión del rey aqueménida Jerjes II dio soldados y provisiones a los persas. Cuando en el año 479 a. C. el persa Artabazo conquistó Olinto, entregó la ciudad a Clitobulo de Torone para que la administrase. Al acabar la guerra pasó bajo dependencia de Atenas. En el 424 a. C. un partido local abrió las puertas al general espartano Brásidas, pero fue reconquistada por Cleón dos años después. Más tarde quedó sometida a Olinto, dentro de la Liga Calcídica, periodo en el que fue tomada por los espartanos y luego, en el 364 a. C., fue tomada por el general ateniense Timoteo. Fue conquistada por Filipo II de Macedonia junto con otras ciudades calcídicas en el 349 a. C.
En la guerra de Roma contra Perseo de Macedonia una flota combinada de Roma y Pérgamo trató de tomar la ciudad el 169 a. C., pero abandonó el intento al comprobar que la defendía una fuerte guarnición. Fue posesión romana, bizantina y otomana.
El golfo al que daba nombre era el Toronaikos kolpos o golfo de Torone (latín Toronaeus sinus, el actual golfo de Kassáindhra.
Tucídides ubica a unos 500 m de la ciudad un templo de los Dioscuros y un santuario de Atenea en la fortaleza de Lecito, que estaba en un promontorio de las proximidades.